# NGC 6537
NGC 6537 је планетарна маглина у сазвежђу Стрелац која се налази на NGC листи објеката дубоког неба.
Деклинација објекта је - 19° 50' 32" а ректасцензија 18h 5m 13,0s. Привидна величина (магнитуда) објекта NGC 6537 износи 11,6 а фотографска магнитуда 12,5. NGC 6537 је још познат и под ознакама PK 10+0.1, ESO 590-PN1, CS=19.5.